# Forêt d'Arrouaise
La forêt d'Arrouaise est le nom d'une étendue de forêt qui occupait encore au début du haut Moyen Âge une partie du Nord de la France (ancienne Morinie et du nord de la Picardie). Son contour est mal connu.
C'est dans cette forêt ou à proximité de celle-ci que fut fondée au début du  IIe millénaire (vers 1090) l'abbaye d'Arrouaise , près du village du Transloy  au sud-est de Bapaume. Cette abbaye dont l'un des anciens noms est « Abbatia in Arroasia »  a donné le jour à la Congrégation d'Arrouaise, congrégation de chanoines réguliers qui posséda jusqu'à vingt-huit « maisons », c'est-à-dire abbayes ou monastères) et joua un rôle important dans cette partie de l'Europe.

## Histoire
Selon Antoine Alexandre Joseph Gosse, Gautier, élu « Abbé d'Arrouaise » en 1179 est l'auteur, le plus anciennement connu, parlant à la fois de l'ordre et de « l'étendue & de la situation de la Forêt d'Arrouaise ». Cet abbé Gautier l'a fait dans son « Histoire de la Fondation & des progrès de cette Abbaye jusqu'à son temps », écrite (toujours selon Gosse) de sa main (« en tête d'un cartulaire » et archivée par l'ordre). 
Gosse ajoute qu'après un préambule où l'abbé Gautier expose les motifs qui l'ont engagé à « rassembler en un seul corps les Chartes de sa Maison », Gautier commence avec « l'époque de la Fondation » & « les mérites des Instituteurs de cette Église », « selon la connoissance que nous en ont donnée nos anciens ». 
Cette forêt était selon lui située « sur le Chemin public dans la Forêt que l'on nomme Arrouaise, & qui s'étendoit depuis Encre (depuis devenu Albert) jusqu'à la Sambre, et avoit été une retraite de Voleurs : c'est pourquoi plusieurs l'appellent le Tronc-Bérenger ».
La forêt fut défrichée massivement à partir du XIe siècle par les chanoines d'Arrouaise qui y installèrent des exploitations agricoles qui devinrent pas la suite des villages (Ginchy, Guillemont, Longueval etc.)

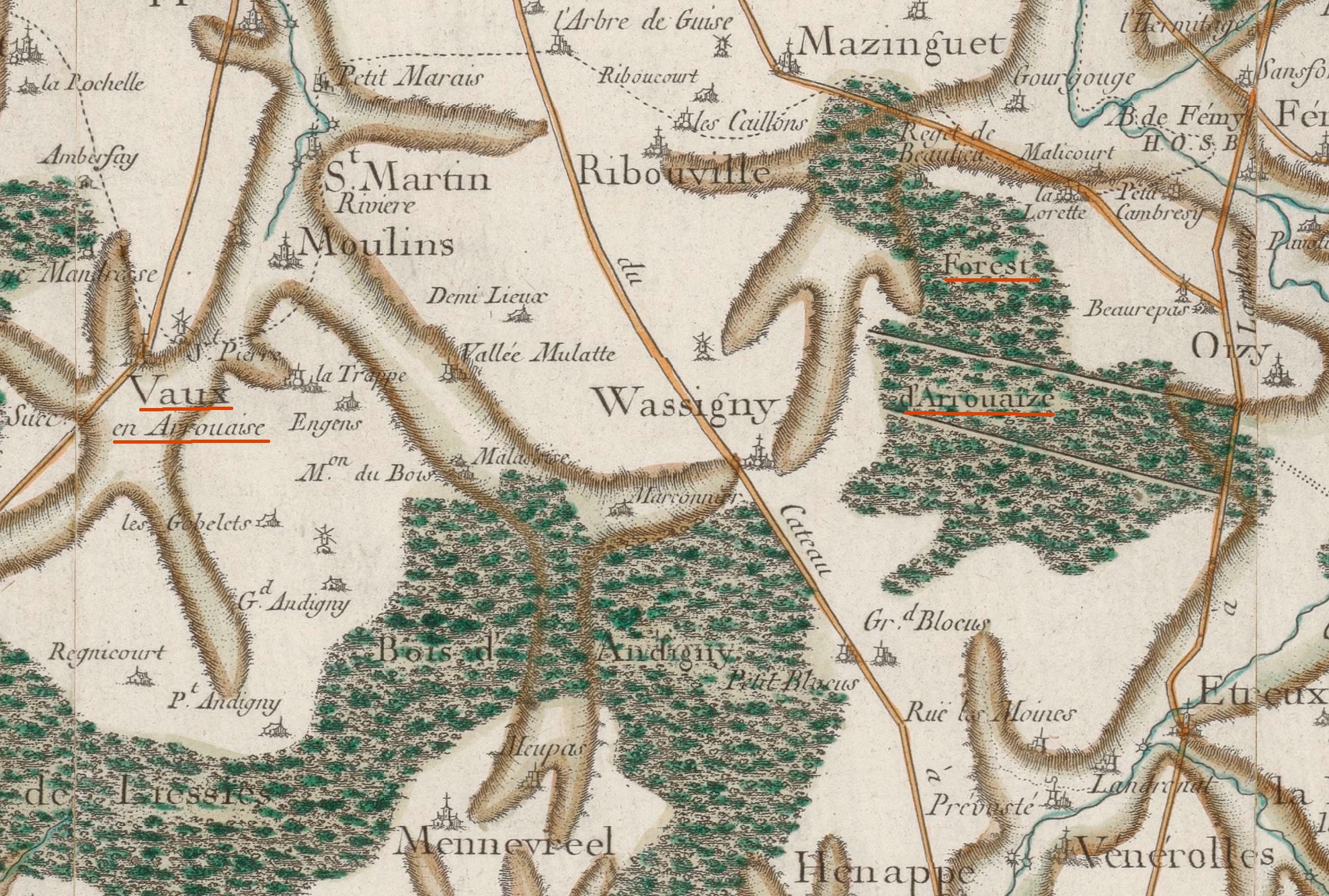
Représentation de la Forest d'Arrouaize ainsi que de la paroisse de Vaux-en-Arrouaise aujourd'hui Vaux-Andigny sur la carte de Cassini au milieu du XVIIIè siècle.

## Le Pays ou Canton d'Arrouaise
Il était dénommé en Latin Arida-Gamantia et semble-t-il encore enforesté à la fin du Ier millénaire, ou il se serait selon Gosse étendu depuis Encre (actuelle ville d'Albert), jusqu'à la Sambre, vers les Ardennes, ce qui fait environ vingt-cinq lieues de l'Ouest à l'Est. Gosse évoque César, qui nous a donné plusieurs détails sur les Druides, et qui nous apprend « que ces Prêtres des Gaulois tenaient leurs assemblées au milieu des Forêts. Parmi les fonctions dont ils étoient chargés, l'administration de la Justice leur appartenoit, ainsi que l'instruction de la Jeunesse dans les Sciences, particulièrement dans la prétendue Science de la Divination »

## Hypothèses étymologiques
- Gamantia selon Gosse « paroît être composé des deux mots Grecs (...) dont le premier (Gaia) signifie Terre, & l'autre (mantia) Divination. Cette étymologie est d'autant plus satisfaisante, que les Druides, selon plusieurs écrivains anciens & modernes, avoient l'intelligence de la Langue Grecque. Je pense donc que la Forêt d'Arrouaise étoit une de ces retraites où ils tenoient leurs assises & célébroient leurs mystères, d'où il est tout naturel de conclure que le nom de Terre de Divination lui est demeuré. 
Le mot Gamantia peut tirer aussi bien son origine du Grec, que celui de Druide dont la racine est Apc, qui signifie proprement un chêne; de Apc s'est aussi formé Dryade, nom que l'on donnoit aux Nymphes des Bois. Enfin il n'est pas inutile de remarquer ici qu'il y avoit parmi les Gaulois des Prophétesses ou Devineresses que l'on appeloit indifféremment Druides & Dryades, & qui n'étoient sans doute rien autre chose que les femmes des Druides, lesquelles, ainsi que leurs maris, se mêloient de prédire l'avenír »[3].
- Arida est une épithète qui évoque un milieu sec. Ajoutée à Gamantia, il pourrait, toujours selon Gosse[3], faire référence à la situation haute (en altitude) et plus sèche de la Forêt d'Arrouaise, autrefois située entre les zones humides du marais audomarois et des Moëres au nord et de l'authie et surtout de la somme au sud, forêt du Canton d'Arrouaise où naissait, d'Albert à la Capelle, les sources de l'Escaut, de la Selle, de l'Oise, de la Sambre, &tc. 
Ce canton nous dit Gosse « est encore aujourd'hui entrecoupé de Bois, & les deux extrémités seulement ont conservé l'ancien nom. Du côté d'Albert, on trouve l'Abbaye d'Arrouaise, les Bois d'Arrouaise, le Mesnil en Arrouaise, Sailly en Arrouaise ; et vers la Sambre d'autres Bois appelés aussi Bois d'Arrouaise, Gouy-en-Arrouaise, Montigny-en-Arrouaise, Vaux-en-Arrouaise, de même qu'un ruisseau qui tombe dans l'Oise à Hanaples, & qui porte le nom d'Arrouaise »[3]. Sur la commune d'Oisy dans l'Aisne existe aussi un Château de l'Arrouaise érigé au XIXe siècle et ayant appartenu à la famille d'Orléans.

## Postérité
- Il reste une trace de l'existence de cette forêt dans la toponymie, une commune du département de la Somme au nord de Péronne porte le nom de Mesnil-en-Arrouaise ainsi qu'une commune du département de l'Aisne, Montigny-en-Arrouaise au nord-est de Saint-Quentin à quelques kilomètres à l'est des sources de la Somme.
- Quelques espaces boisés subsistent dans le nord-est du département de la Somme, vestige de l'ancienne forêt d'Arrouaise.